# Justo del Castillo Quintana
Justo del Castillo Quintana (Santander, 28 de mayo de 1841-Gijón, 19 de enero de 1912) fue un ingeniero, profesor, publicista y masón español. Fue profesor y director de la Escuela de Artes y Oficios de Gijón, del Real Instituto de Jovellanos y de la Escuela Elemental de Comercio.

## Biografía
Era hijo de Juan del Castillo Palazuelos, descendiente de una noble familia de hijodalgos cuya genealogía consta desde el siglo XVII, y de Balbina Quintana Colomer, natural de Medina de Pomar. El matrimonio tuvo 12 hijos, siendo la primogénita, Elisa del Castillo Quintana, marquesa de Casa Juarros.
A la edad de veintitrés años obtuvo en la Escuela Industrial Superior de Madrid el título de Ingeniero Industrial en la especialidad de Mecánica para lo que presentó como trabajo fin de carrera el titulado: Memoria del proyecto de un taller de aserrío, de mármoles y jaspes, y fabricación de balaustradas, cornisas, lápidas, delanteras de chimenea, pilas para baños y demás objetos. Al finalizar sus estudios sirvió en el Real Cuerpo de Monteros de Espinosa.
En 1865 se trasladó a Asturias para dirigir las obras del tramo del Ferrocarril Oviedo-Gijón desde el túnel de Robledo a Gijón. A sus órdenes trabajó como delineante el futuro comediógrafo Vital Aza:
"Como era buen dibujante, / obtuve siendo un chiquillo, / mi plaza de delineante, / y fui después ayudante / del ingeniero Castillo"
En 1866 contrajo matrimonio en Gijón con Carolina Díaz Calderón (nacida en Gijón en 1826), hija de Jorge Díaz Cifuentes y Petra Calderón Fernández, apodada “La Calderona”. De su matrimonio nacieron dos hijos: Carolina del Castillo Díaz, pintora, y Juan del Castillo Díaz, ingeniero y farmacéutico, director de la Escuela Industrial de Gijón.
En 1870 será nombrado almotacén o fiel contraste de Asturias. Llevó a cabo la sustitución en toda la provincia de los viejos pesos y medidas por otros ajustados al sistema métrico decimal que acababa de entrar en vigor en España.
Justo del Castillo se inició en la masonería en 1870 en la logia Luz de Cantabria de Santander, por lo que se incorporó con el grado tercero (maestro). En 1871, se une a antiguos miembros de la logia de Gijón Los Amigos de la Naturaleza y Humanidad que llevaba años sin actividad.
Realizó importantes hallazgos arqueológicos de los que conservó algunas pequeñas piezas; pero la mayoría se perdieron o se silenció el nombre de su descubridor. En 1874 explorando la cueva de La Vieja en Peña Parada, Quirós (Asturias), encontró dos hachas votivas y un esqueleto casi fosilizado con un puñal de cobre clavado en el pecho. En 1881 descubrió la Cueva de Collubil, en el concejo de Amieva (Asturias), antes que lo hiciera el conde de la Vega del Sella. Encontró en ella innumerables hachas, puntas de flechas, raspadores, cuernos fósiles, platos o recipientes de sílex conteniendo ocres de distintos colores, principalmente amarillo, encarnado y negro, todo ello, un total de 212 piezas líticas y 145 óseas, que serían recogidas en cajas y enviadas en parte a los museos arqueológicos de Madrid y Oviedo, después de ser justipreciados por su paisano Marcelino Sanz de Sautuola. Su afición a los restos arqueológicos le llevó a conservar la piedra dedicada a la diosa Fortuna Balnearis que había pertenecido a sus suegros.
Fue concejal del Ayuntamiento de Gijón al proclamarse la Primera República en 1873. Se le asignaron las Comisiones de Alumbrado y Serenos e Instrucción Pública. Se le nombró también para una comisión especial que debía de levantar una estatua a Jovellanos, proyecto que no se llevará a cabo. Fue nombrado junto con Eladio Carreño, entre otros, miembro de la Junta Local de Escuelas. En el seno de esta Junta Local nació la idea de creación del Ateneo Casino Obrero de Gijón, que de momento no pudo realizarse, pero que se llevará a cabo en 1881 siendo Castillo uno de sus más importantes accionistas fundadores. Siendo concejal comenzó a mostrar interés en pro del puerto de El Musel, convirtiéndose con el tiempo en uno de sus más entusiastas defensores frente a los que pretendían que se ampliase el viejo puerto local según un proyecto que tenía forma de apagador de velas, por lo que fueron llamados “apagadoristas”. La lucha entre “muselistas” y “apagadoristas” mantendrá dividida a la villa de Gijón hasta la inauguración de las obras de El Musel en 1891.
En 1873 levantó en la playa de San Lorenzo el primer balneario de Gijón, donde se podían tomar “baños de olas y baños calientes”, contribuyendo así al despegue turístico de la ciudad. Al frente de él como médico-director puso a su antiguo ayudante Vital Aza. En 1887 reconstruye el balneario bajo el nombre de Las Carolinas, en referencia a su hija, Carolina.
Moriría estando en servicio activo el 19 de enero de 1912 y su entierro tuvo lugar al día siguiente, cuando se cumplían 24 años de la solemne inauguración de la Escuela de Artes y Oficios de Gijón, que él había puesto en marcha.

## Actividad pedagógica
En 1867 Justo del Castillo tomó contacto con la enseñanza como profesor auxiliar de Mecánica Industrial del Real Instituto de Jovellanos, plaza de la que era profesor titular Alonso Fernández Vallín, desempeñándola durante tres años.
En 1880 ocupó de nuevo la plaza de Auxiliar de Mecánica Industrial y en 1883 fue nombrado Catedrático numerario de dicha asignatura no abandonando ya la enseñanza. Aficionado a la química obtuvo el título de perito químico, cuyos estudios amplió en el extranjero. Impartió clases de Aritmética, Álgebra y Geometría, y de Mecánica Racional e Industrial en la Escuela de Artes y Oficios para artesanos que con cargo al presupuesto del Ayuntamiento de Gijón y agregada al Real Instituto Jovellanos se creó en 1881. Esta Escuela municipal fue remplazada por la Escuela de Artes y Oficios de Gijón, creada por el Estado conforme al Real Decreto de 5 de noviembre de 1886 gracias a la intervención del Consejero de Instrucción Pública, Director del Instituto Cardenal Cisneros de Madrid, Acisclo Fernández Vallín y Bustillo.
Para poner en marcha la nueva Escuela de Artes y Oficios de Gijón fue nombrado director Justo del Castillo, impartiendo además la clase de Aritmética, Geometría y Principio del Arte de Construcción. Cuatro años más tarde en atención a los importantes servicios prestados como director, fue confirmado en los cargos de director y profesor de la Escuela con el carácter de Delegado Regio. En 1892 representó a la Escuela en el Congreso Pedagógico Hispano-Portugués-Americano, primero que con carácter Internacional se celebró en España con ocasión del Cuarto Centenario del Descubrimiento de América.
En 1894 dimitió de su cargo de director de la Escuela de Artes para dedicarse únicamente a su cátedra del Instituto Jovellanos, que hasta entonces había venido compatibilizando. En 1895 fue nombrado director del Real Instituto Jovellanos y durante su dirección el centro será incorporado al Estado. Por otra parte, el Real Decreto de 5 de agosto de 1899 creó en Gijón una Escuela Elemental de Comercio que, según su artículo 3º, debía instalarse en el local ocupado por el Instituto de Jovellanos y ser su Director el de dicho Instituto. De esta manera vino Justo del Castillo a ocupar las dos direcciones. Pero dos años después, por un decreto de 16 de agosto de 1901, se suprimieron las Escuelas Elementales de Comercio.
Cesó como director del Real Instituto en 1905 y habiendo desaparecido las enseñanzas de Aplicación a la Industria que se impartían en los Institutos retornó a la Escuela que él había puesto en marcha, algo modificada entonces conforme a un nuevo plan de estudios, bajo el nombre de Escuela Superior de Industrias, donde impartiría las asignaturas de Química General y Aplicada, y de Construcción de Máquinas.
Paralelamente desarrolló una gran actividad en el Ateneo Casino Obrero de Gijón como profesor de la clase de Corte de piedras, maderas y hierros, de una gran utilidad para los obreros. De estas clases surgiría su libro Principios del arte de construcción (1890). También llevó a cabo en el Ateneo una amplia labor como conferenciante destacando entre sus conferencias: “La Máquina de Vapor”, “La ciencia del obrero bajo el punto de vista moral, intelectual y material”, “Filosofía natural: Generalidades sobre la ciencia Física, Geología y prehistoria”, etc.

## Obras
- Memoria del proyecto de un taller de aserrío, de mármoles y jaspes, y fabricación de balaustradas, cornisas, lápidas, delanteras de chimenea, pilas para baños y demás objetos, y presupuestos (1863).
- El aprobado puerto del Musel y el proyectado de Santa Catalina (1872). Gijón: Imp. y Lit. de Torre y C.ª. En colaboración con Fernando V. Hevia y Casimiro Velasco.
- “Mecánica popular: las máquinas” (1878) Revista Asturias.
- El ferro-carril y el puerto: cuestiones de actualidad: ideas emitidas ligeramente con motivo de la visita a Asturias del Sr. Ministro de Fomento, por varios propietarios, industriales y comerciantes de Gijón (1882). Oviedo: Imp. de Eduardo Uría.
- Programa de mecánica industrial, que comprende la doctrina que ha de ser objeto de los exámenes para los peritos mecánicos en el Instituto de Jovellanos de Gijón, dispuesto por J. del Castillo (1884). Gijón: Imp. y Lit. de Torre y C.ª.
- Escuela de Artes y Oficios de Gijón, inaugurada solemnemente el 20 de enero de 1888 (1888). Gijón: Imp. y Lit. de Torre y C.ª.
- Memoria y Discurso Inaugural leídos en la solemne apertura del Curso 1888 a 1889 (1889). Gijón.
- Principios del Arte de Construcción (1890). Gijón: Imp. y Lit. de Torre y C.ª.
- “Oviedo histórico, artístico e industrial” (1899) España fin de siglo.

## Reconocimientos
Desde el 11 de agosto de 1998 una avenida en La Guía cuenta con su nombre.